# 奥里永
奥里永（法語：Orion，法語發音：[ɔʁjɔ̃]）是法国大西洋比利牛斯省的一个市镇，属于奥洛龙-圣玛丽区。

## 地理
奥里永（43°25'7"N, 0°51'48"W）面积9.8 平方千米，位于法国新阿基坦大区大西洋比利牛斯省，该省份为法国东南部省份，涵盖了贝阿恩与北巴斯克，西临大西洋比斯開灣，北至朗德省，东北接热尔省，东临上比利牛斯省，南与西班牙接壤。
与奥里永接壤的市镇（或旧市镇、城区）包括：昂德兰、比尔加罗讷、洛皮塔勒多里永、奥里于勒、奥藏克斯-蒙泰斯特吕克、萨利斯德贝阿恩。

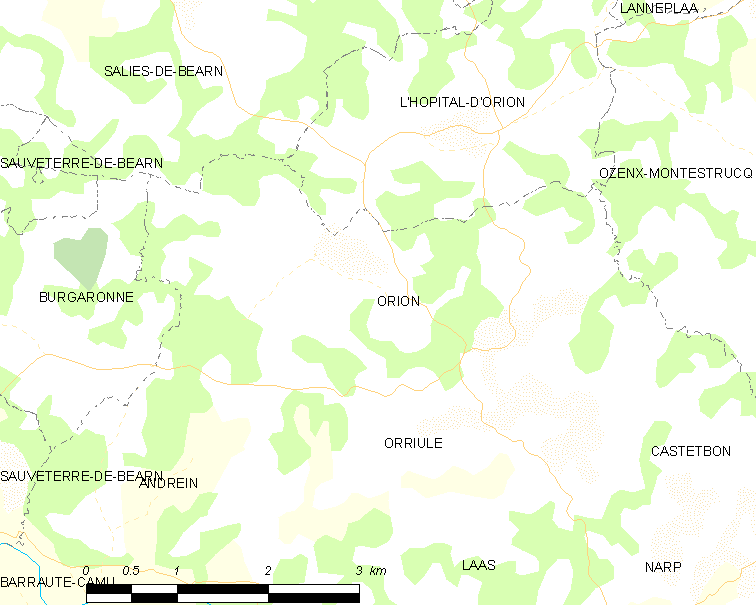
奥里永的OSM定位图

奥里永的时区为UTC+01:00、UTC+02:00（夏令时）。

## 行政
奥里永的邮政编码为64390，INSEE市镇编码为64427。

## 政治
奥里永所属的省级选区为奥尔泰兹-激流与盐之地县。

## 人口

1962-2008年间奥里永人口变化图示

奥里永于2022年1月1日时的人口数量为148人。